# Jenifer
Jenifer (Brasil: Jenifer - Instinto Assassino ) é o quarto episódio da primeira temporada da série televisiva Masters of Horror de 2005. Foi escrito por Steven Weber e dirigido por Dario Argento.

## Sinopse
Jenifer é baseado em uma história em quadrinhos escrita por Bruce Jones e desenhada por Bernie Wrightson. Na trama, um policial pega no flagra um homem tentando matar uma jovem usando uma machadinha. A garota está de costas e com as mãos amarradas. O policial sem ter outra opção, atira e mata o homem, que balbucia algumas coisas a respeito da tal garota de nome Jenifer. O rosto dela assusta o policial, mas mesmo assim ele tenta confortá-la. Ela aparentemente não fala. Parece ser mentalmente incapaz. Depois do tal incidente, o perturbado homem não tira Jenifer da cabeça e faz a loucura de tirá-la do hospício onde ela estava internada, levando-a para sua casa, para desespero de sua esposa. Seus problemas apenas começaram.

## Elenco
- Beau Starr ... Chefe Charlie
- Brenda James ... Ruby
- Brad Mooney ... Friend #1
- Carrie Fleming ... Jenifer
- Cynthia Garris ... Rose
- Harris Allan ... Pete
- Jasmine Chan ... Amy
- Jano Frandsen ... Hunter
- Jeffrey Ballard ... Jack
- Julia Arkos ... Ann Wilkerson
- Kevin Crofton ... Homeless Man
- Laurie Brunetti ... Spacey
- Mark Acheson ... Dono do circo
- Riley Ruckman ... Friend #2
- Steven Weber ... Frank Spivey